# خورخه آلوارس (بازیکن فوتبال)
خورخه آلوارس (اسپانیایی: Jorge Álvarez‎؛ زادهٔ ۲۸ ژانویهٔ ۱۹۹۸) بازیکن فوتبال اهل هندوراس است.
از باشگاه‌هایی که در آن بازی کرده است می‌توان به باشگاه فوتبال دپورتیوو المپیا اشاره کرد.
وی همچنین در تیم‌های ملی فوتبال زیر ۲۳ سال هندوراس و هندوراس بازی کرده است.
وی در مسابقات کشوری و بین‌المللی در مجموع برندهٔ ۱ مدال نقره شده است.